# Luena (Espagne)
Pour les articles homonymes, voir Luena.
Luena est une ville espagnole située dans la communauté autonome de Cantabrie.